# Želva Agassizova
Želva Agassizova (Gopherus agassizii) je želva z čeledi želvovitých. Své jméno želva Agassizova získala na počest přírodopisce Louise Agassize.

## Rozšíření
Želva Agassizova je původně z Mohavské a Sonorské pouště na jihozápadě Spojených států amerických a severozápadě Mexika. Také se vyskytuje v Sinaloa na severozápadě Mexika. Je rozšířena v západní Arizoně, jihovýchodní Kalifornii, jižní Nevadě a jihozápadním Utahu.

## Chování
Želva Agassizova se dožívá 50 až 80 let. Žije v extrémních pouštních podmínkách, v místech kde ročně naprší méně než 25 centimetrů srážek. Každý rok přezimuje v hlubokých norách po dobu až 9 měsíců. Nejaktivnější je od března do června a od září do října.